# Helicòpter utilitari
Un helicòpter utilitari és un helicòpter polivalent. Un helicòpter militar utilitari pot exercir rols com atac a terra, assalt aeri, Reconeixement militar, transport de tropes i càrrega.
La mida d'aquests helicòpters està generalment entre el dels helicòpters de càrrega i el dels helicòpters lleugers d'observació.

## Galeria

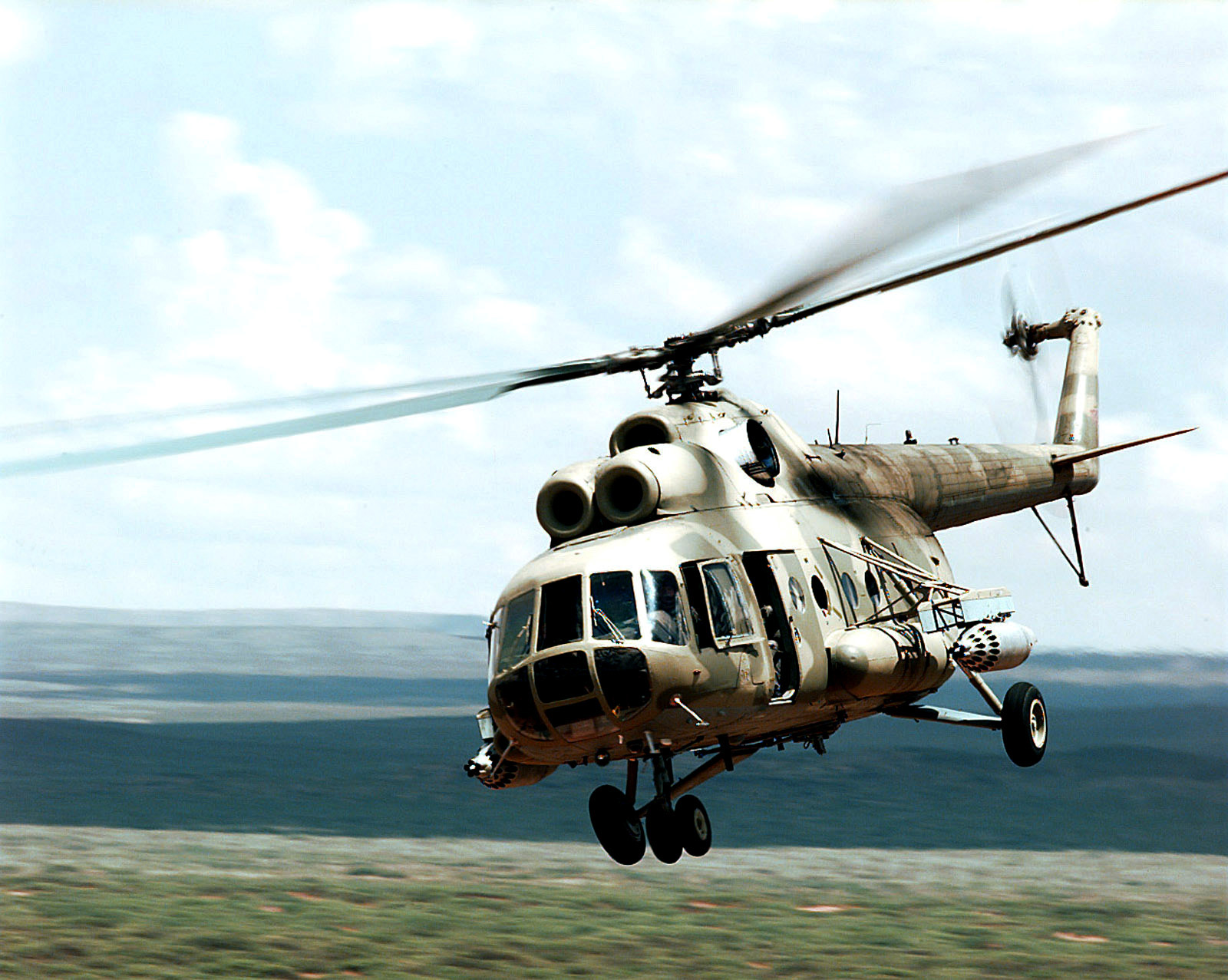
Un helicòpter Mil Mi-8 artillat
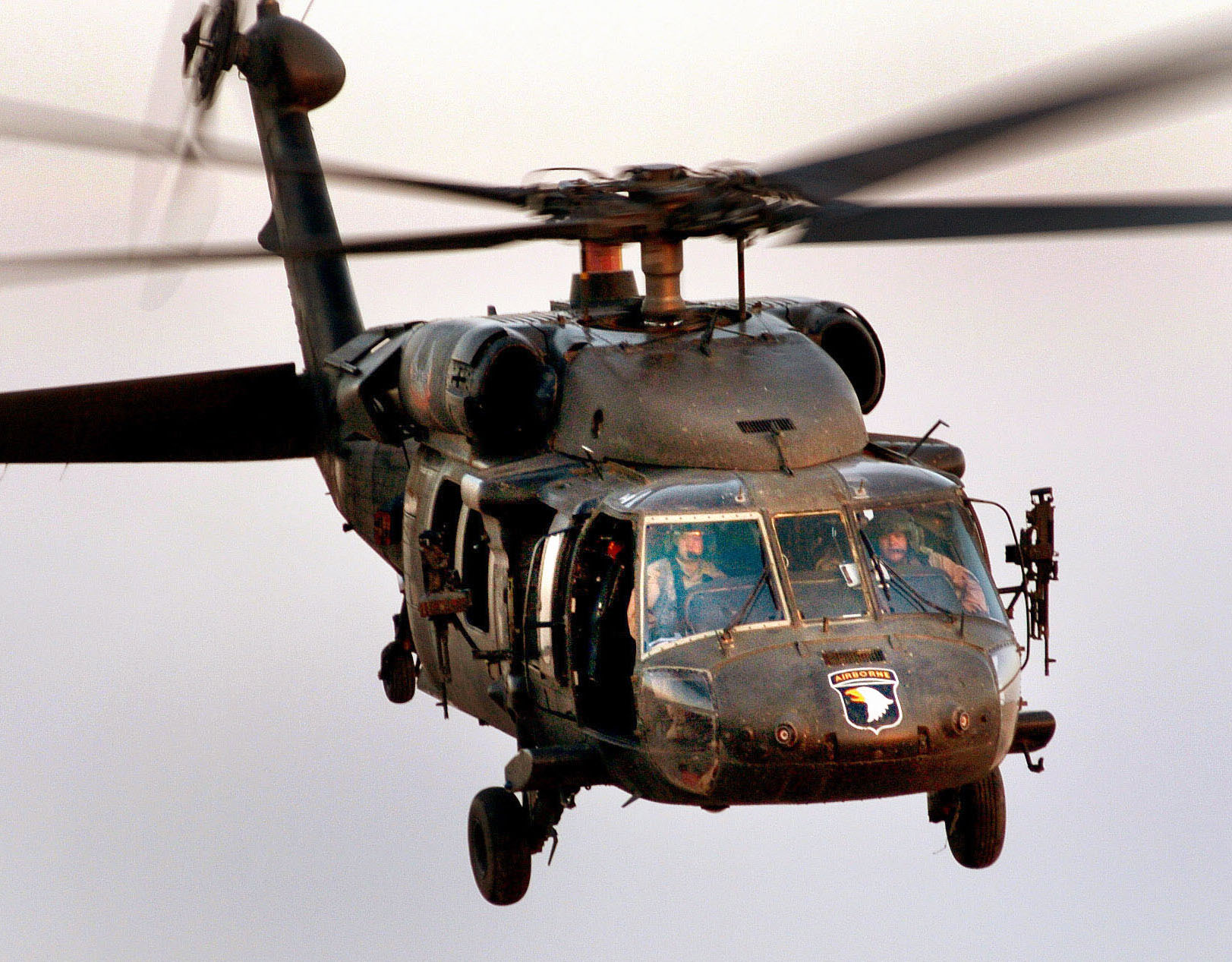
Un UH-60 Black Hawk
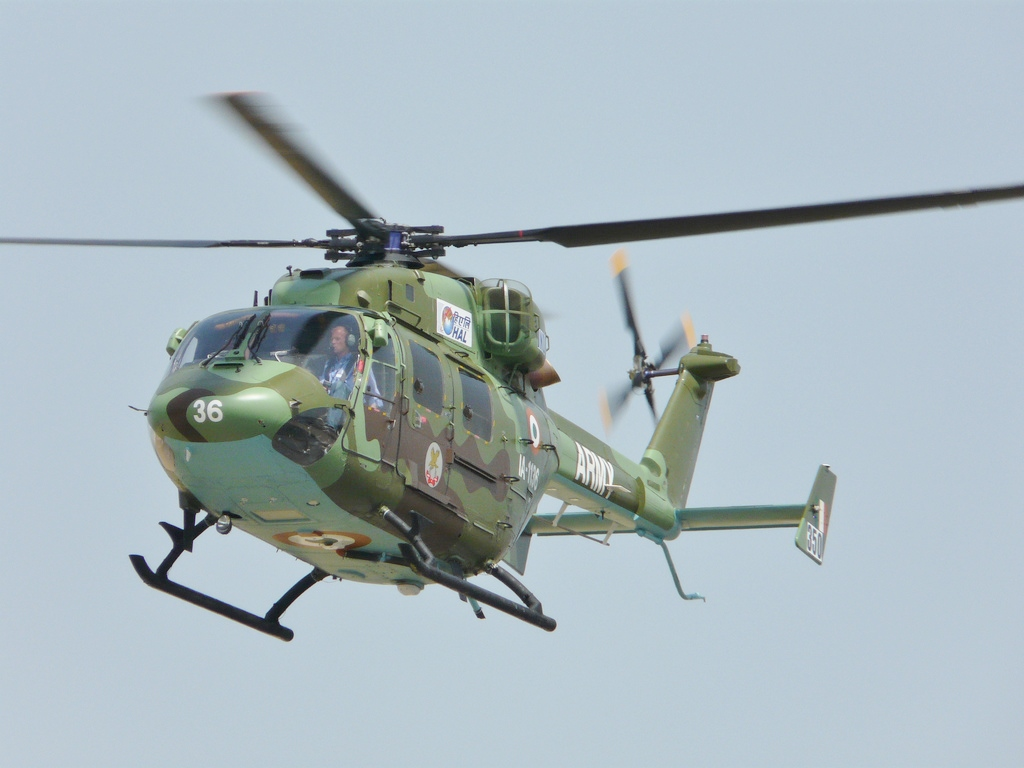
Un HAL Dhruv de l'Exèrcit Indi
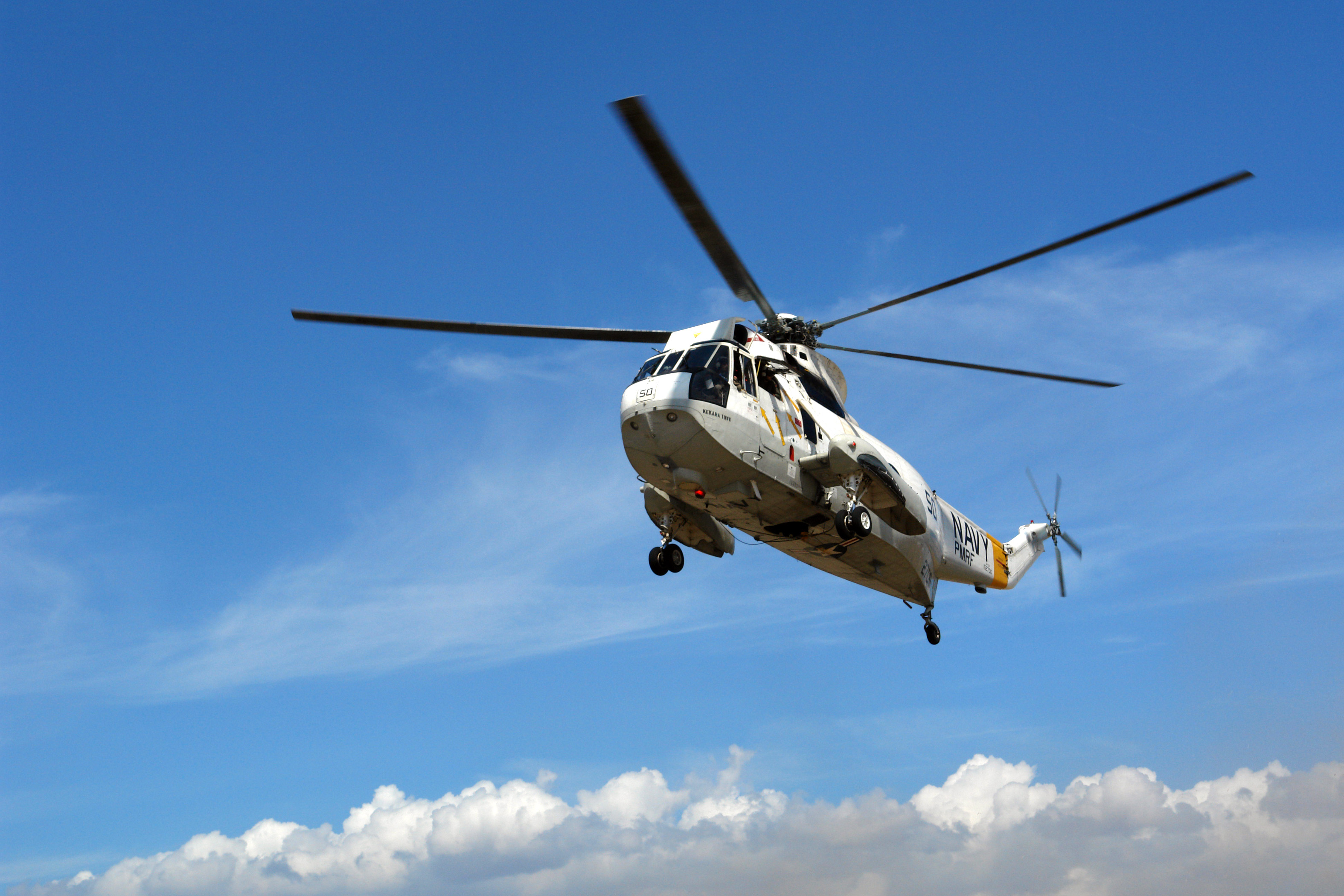
Un UH-3 Sigui King de l'Armada dels Estats Units
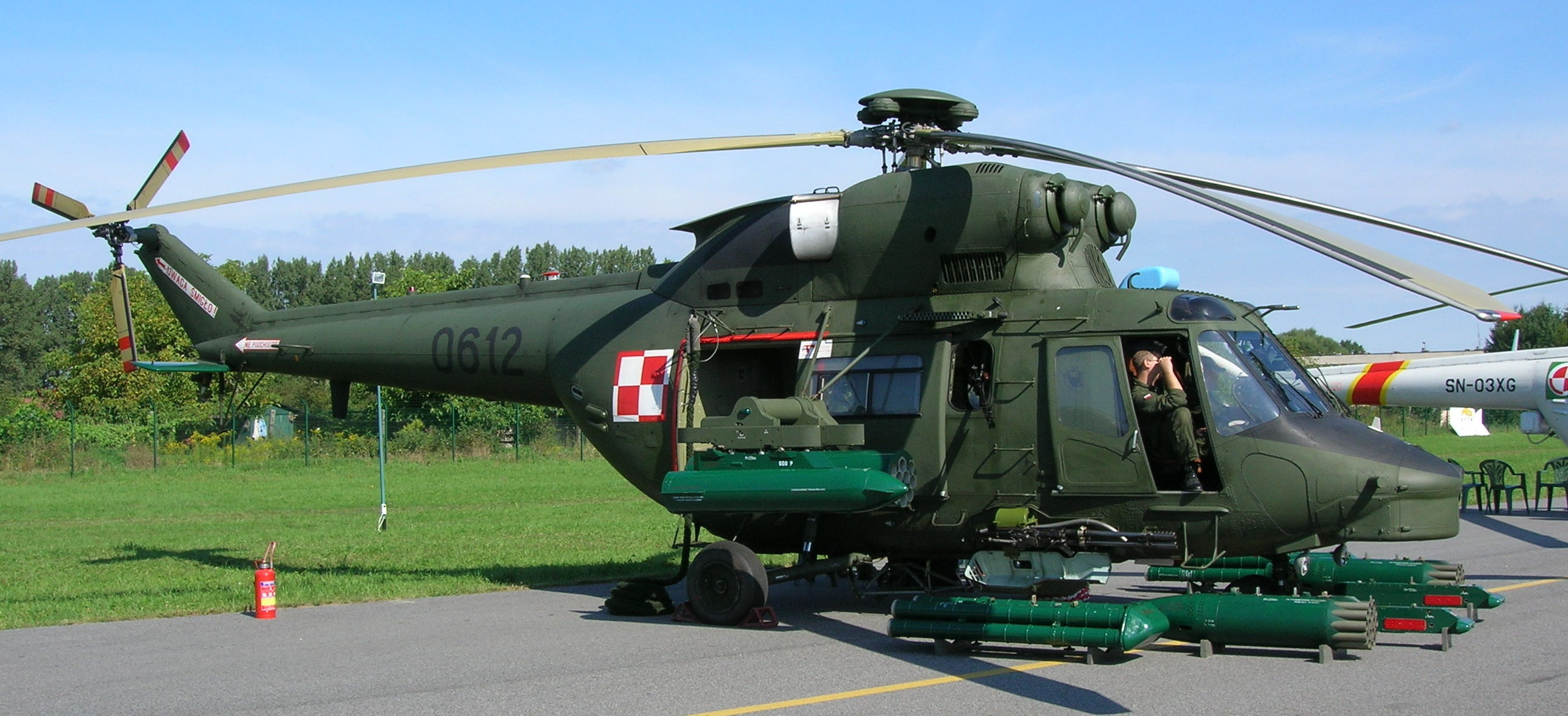
Versió armada del W-3WA
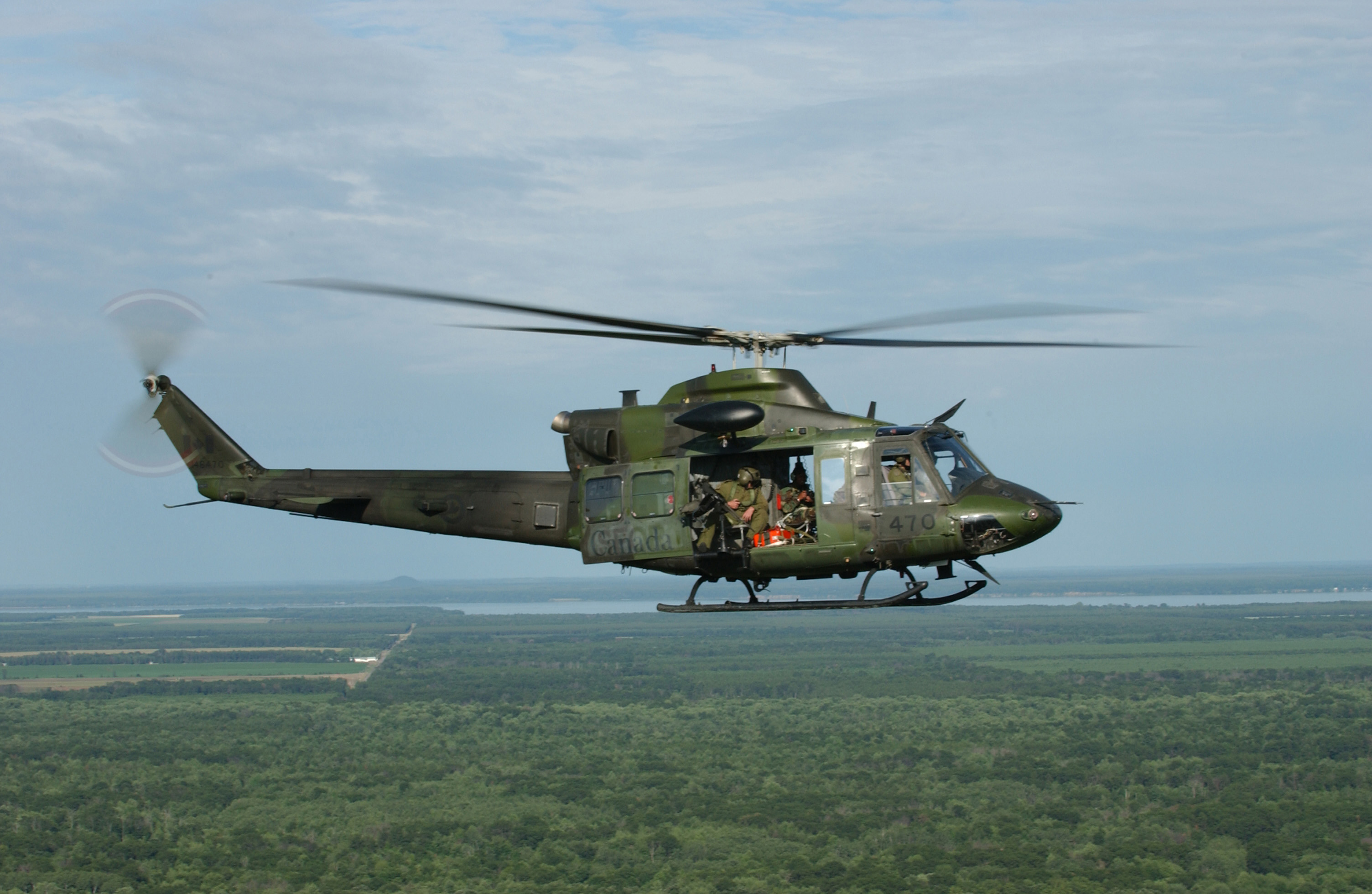
CH-146 Griffon de les Forces Canadenques